# 豪華客船ゴライアス号の奇跡
『豪華客船ゴライアス号の奇跡（ビデオタイトル『ゴライアス号の奇跡』）』（原題GOLIATH AWAITS）はアメリカ合衆国で1981年に放映されたTV映画。監督は『恐竜の島』などでマニアに名を知られる、ケヴィン・コナー。オリジナルは200分だが、ビデオ上下巻に収録されるも上映時間は183分となっている。日本ではテレビ東京・木曜洋画劇場が3時間特別枠で一挙放映を行った。DVD化はされていない。
劇場未公開でビデオ販売のみ行っている。制作会社はOPT/COL-TV。
船名「ゴライアス」とは、旧約聖書「サムエル記」でダビデに倒されたペリシテ人の巨人兵士「ゴリアテ」に由来する名称。

## ストーリー
ナチスとアドルフ・ヒトラーが世界を席巻していた1939年、N.Y.を目指してロンドンを出航した豪華客船「ゴライアス」号はUボートによって攻撃され、乗客・乗員337名を乗せたまま大西洋に沈没した。それから40年後、海底鉱脈を探査していた元海軍士官の海洋学者ピーター・キャボット（マーク・ハーモン）は深海に眠る「ゴライアス」号の舷側から明かりが漏れていることに気づき、その窓に若い女性の姿を目撃する。アメリカ海軍はセルカーク中佐（ロバート・フォスター）を隊長に、探索隊を組織した。しかし、船内に到達した筈の先発の第一調査隊は消息を絶ち、ピーターとセルカークが乗り込むことになる。「ゴライアス」号の船内では何十人の生存者がいた。三等機関士マッケンジー（クリストファー・リー）の指揮の下、彼らは沈没の危機を叡智で乗り越えて自給自走を可能としていたのだった。魚雷の穴を塞ぎ、海底火山の地熱を活用した地熱発電で電力を得、海水から酸素を抽出して現在まで生き延びていた。海底に沈没してから船内で誕生した外界を知らない世代を含めた「コミュニティ」が形成されていたが、そのコミュニティには恐るべき秘密が隠されていた。
ピーターとセルカークら海軍は手厚く歓迎されるが、救助に来たと言っても安定した生活にしがみつく生存者は外に出ようとしなかった。平和に見える船内にも反乱分子が存在しており、その不穏な空気はただ事ではないことを伝えていた。ピーターらは反乱分子のリーダーの青年から、生存を可能としたことでリーダーとして新たな船長に就任したマッケンジーと彼の腹心ウェスカーが恐怖政治で船内を支配していることを教えられる。リーダーは銃撃による穴の空いたヘルメットを見せ、マッケンジーらにより先発隊が皆殺しになったことを探索隊に告げ、傷病者などの弱者を致死薬注射で殺して犠牲にすることで貴重な酸素を維持し、船内で生存者が生き永らえることを可能にしていた暗部が明らかになる。
酸素抽出・供給装置と発電設備は交換する部品も無く40年の稼働により限界を迎えており、船の真下に位置する海底火山の噴火という破滅が迫っていたが、英国の命令によりアメリカが国家的犯罪を犯した証拠書類を手にしていたマッケンジーは地上に絶望して船に残り、また、一部の乗客を犠牲にしながらでも自分達を守ってくれたとマッケンジーに感謝と尊敬を抱く乗客は船と運命を共にすることを決意する。「ゴライアス」号の船医を務める女性はマッケンジーに命令されたとはいえ、乗客を殺した罪を自らの意思で犯したのだと彼女は船に留まるのだった。マッケンジーの娘や彼のやり方に反発する反乱分子、地上に戻ることを選んだ乗客を連れてピーターとセルカーク率いる探索隊は地上に脱出する。生きることを選んだ生存者の目に、初めて見る太陽は明るい未来を示すかのように眩しく光り輝いていた。

## スタッフ
- 監督：ケヴィン・コナー
- 製作：ヒュー・ベンソン
- 共同製作：リチャード・ブリュエル
- 製作総指揮：ラリー・ホワイト
- 原案：ヒュー・ベンソン、リチャード・ブリュエル、パット・フィールダー
- 脚本：リチャード・ブリュエル、パット・フィールダー
- 撮影：アル・フランシス
- 音楽：ジョージ・ダニング

## キャスト
※括弧内は日本語吹き替え
ピーター・キャボット - マーク・ハーモン（津嘉山正種）
海洋学者。海軍を退役した過去がある。撃沈された豪華客船「ゴライアス」号の船窓に若い女性の姿を目撃し、生存者が何らかの手段で生き延びていたことを知る。窓で外を覗いた女性、マッケンジーの娘と愛し合う。
ジェフ・セルカーク - ロバート・フォスター（秋元羊介）
アメリカ海軍の軍人。階級は中佐。遺体が眠るだけだと思われた「ゴライアス」号の船内に生存者がいることを知り、部下を殺されながらも海底火山の噴火が迫る中で救出に全力を傾ける。
ジョン・マッケンジー - クリストファー・リー（大木民夫）
沈没して以降の「ゴライアス」号の船長。元は第三機関士。ドイツの仕業に見せかけた英国とアメリカの共同謀議を知り、地上に失望している。